# August Goll
Bernt August Goll, född den 31 augusti 1866, död den 31 december 1936, var en dansk jurist.
Goll blev juris kandidat 1887, politiinspektør 1902, byfoged i Aarhus 1908, lantdomare i Köpenhamn 1919 samt rigsadvokat 1925. Goll verkade i talrika mindre avhandlingar (bland annat Forbrydelse og Straf, 1905) ivrigt för en modern uppfattning av brottet och reformering av straffrätten. Han var medlem av danska processkommissionen (Lov om Rettens Pleje 1916) samt strafflagskommissionen 1917.